# Paróquia Santo Antônio (Tebas)
A Paróquia Santo Antônio é uma circunscrição eclesiástica católica brasileira sediada no município de Leopoldina, no interior do estado de Minas Gerais. Faz parte da Diocese de Leopoldina, na qual integra a Forania de Leopoldina.
Foi criada no distrito de Tebas em 1948, segundo a diocese, porém há registros de que a criação da paróquia se deu em 25 de outubro de 1881 com confirmação eclesiástica dada pela lei n° 2848.